# Новое видение (фотография)
Новое ви́дение (нем. Neues Sehen, англ. New Vision) — течение в художественной фотографии, получившее распространение в 1920-е годы. Связано с использованием ракурсной съемки, абстрактных изображений и нестандартных фотографических техник. Новое ви́дение сформировалось под воздействием изобразительных приемов конструктивизма и под влиянием традиции Баухауса. В более широком смысле — обращение к новым изобразительным принципам, нарушающим традиции классического изображения и ориентированным на развитие абстрактных форм, связанных с развитием европейского модернизма.

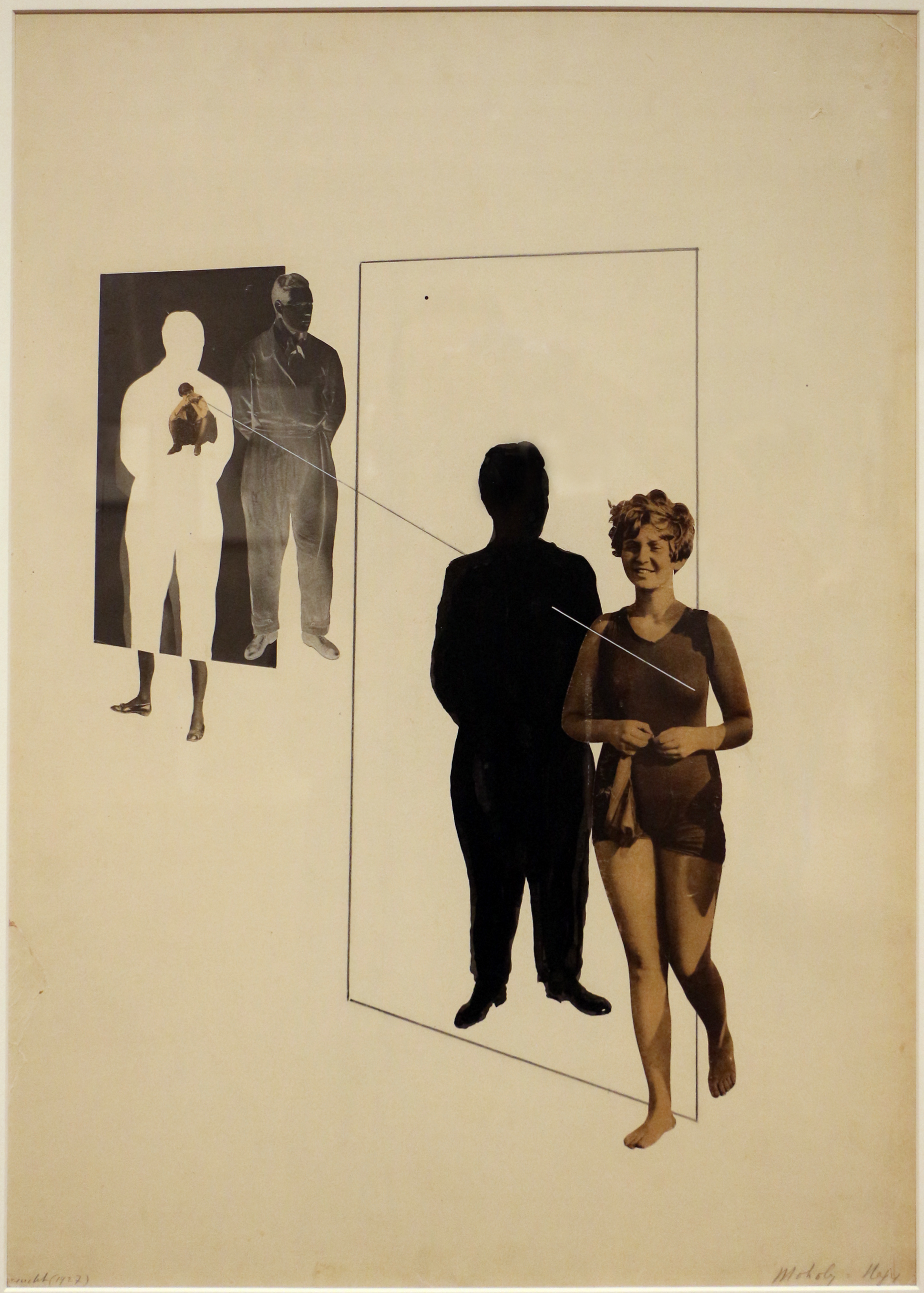
Ласло Мохой-Надь. Фотомонтаж. 1927. Музей Джордж Истман Хаус. Нью-Йорк.

## Общая характеристика
Новое ви́дение рассматривало фотографию как самостоятельную художественную практику. В этом заключалось принципиальное отличие Нового ви́дения от пикториализма, в рамках которого кадр создавался как продолжение живописной программы. Стратегия новой фотографии подразумевала специальное ракурсное построение кадра, многократную экспозицию, использование экспериментальных техник (фотограмма и фотомонтаж), изображение предметов как абстрактных компонентов и сочетание кадра с типографическими элементами. Новое ви́дение исходило из того, что снимок способен формировать специфический взгляд на объект, создавая особую фотографическую, а не живописную стратегию.
Новое ви́дение принято рассматривать частью авангардных течений XX века и связанных с ними идей модернизма. Фотографию Нового ви́дения часто использовали в сочетании с новой типографической системой как в плакате, так и в печатных изданиях.

## Термин
Термин Новое ви́дение был использован в теоретических работах венгерского художника Ласло Мохой-Надя, который полагал, что стремление к Новому ви́дению является особенностью культуры XX века. Наиболее важной является работа «Живопись. Фотография. Фильм» (1925), где сформулированы основные принципы нового движения. Термин Новое ви́дение (The New Vision) впервые появился в 1930 году в английском переводе книги Мохой-Надя, которая в оригинальной немецкой версии 1928 года называлась «От живописи к архитектуре». «На страницах книги „Новое ви́дение“ было представлено как масштабная визуальная программа». Положениями этой системы можно считать построение оптической композиции, основанной на кинетическом равновесии, создание фотографий без использования камеры и восприятие снимка Универсальным произведением искусства (Gesamtkunstwerk). Ласло Мохой-Надь соотносил визуальную стратегию Нового ви́дения с изобразительной линией экспрессионизма, кубизма, конструктивизма и абстрактного искусства.
Другим важным программным документом Нового ви́дения являются снимки и тексты немецкого фотографа Альбера Ренгера-Патча. Он исходит из убеждения, что фотография обладает собственной техникой и собственным инструментарием . Преимущество фотографии Ренгер-Патч видит в ее машинной основе. Он полагает, что умение механически передавать форму возвышает снимок над другими изобразительными техниками. В 1928 году была опубликована его книга «Мир прекрасен» , где сформулированы принципы Нового ви́дения как машинного искусства.

## Изобразительная программа
Изобразительная программа Нового ви́дения исходила из того, что фотография является носителем нового сознания и новой художественной стратегии. Кадр, его изобразительные и технические возможности, воспринималась сосредоточием духа современного общества. Искусствовед Екатерина Васильева обращает внимание, что на этом разрыве был построен конфликт между пикториализмом и новой фотографией, к которой можно отнести систему Нового ви́дения и, отчасти, программу группы F/64. «…„Новое ви́дение“ 1920—1930-х годов формировалось как эстетическая антитеза пикториолизму — и в стилистическом плане, и в смысловом» — замечает она.
В системе Нового ви́дения можно обозначить два основных вектора. Первое — нестандартные фотографические техники. Второе — формирование новых изобразительных принципов. Такие фотографы как Мохой-Надь и Ман Рэй использовали экспериментальные фотографические методы: фотомонтаж, фотоколлаж и фотограммы. (Ман Рей выполнял так называемые рейограммы.) Другие мастера, — среди них Альбер Ренгер-Патч , Август Зандер и Александр Родченко, уделяли особое внимание резкому фокусу и ракурсной съемке, проявляя интерес к деталям и фрагментам предметов. К этому направлению Нового ви́дения можно отнести и представителей группы F/64, в частности — Эдварда Вестона и Анселя Адамса.
Важный аспект Нового ви́дения — интерес к технической стороне фотографии: Новое ви́дение представляет снимок как искусство, где изобразительные принципы продиктованы техническими особенностями кадра, спецификой его механики и оптики . С этим связано использование экспериментальных методов печати (фотограмма), нетрадиционных способов создания фотографического изображения (фотомонтаж и фотоколлаж), а в некоторых случаях — интерес к объектам индустриального толка. Центральная идея Нового ви́дения заключалась в том, чтобы «позволить фотографиям выглядеть как фотографиям» . Французский исследователь фотографии Андре Руйе называл в ряду атрибутов Нового ви́дения ясность и внимание к поверхности вещей .
Концепция Нового ви́дения сформировалась под влиянием новых художественных систем XX века: стратегии русского конструктивизма и подходов школы Баухаус, которые развивали принципы нового искусства. «…Художники ставят своей утопической целью переустройство мира на основе левой идеологии и рациональной эстетики, отвечающей новой (индустриальной, технической, урбанистической) цивилизации» — отмечает критик и куратор Владимир Левашов.

## История

### Новое ви́дениеи изменение фотографии
Годы между Первой и Второй мировыми войнами стали временем принципиальных изменений в фотографии. С одной стороны, они были связаны с реакцией на живописную программу пикториализма, с другой — ориентированы на поиск новых художественных форм. Новое ви́дение (наряду с Новой вещественностью и документальной фотографией) стало одним из направлений этих изменений. Целью новых течений в фотографии, в частности, была демонстрация отличий фотографии и живописи. Новое ви́дение ориентировалось на формирование и использование специфических фотографических приемов.
Новое ви́дение было последовательно поддержано и развито в рамках изобразительной системы Баухауса. Изучение фотографии как нового способа ви́дения было включено в учебную программу школы — хотя это и произошло относительно поздно, в 1929 году. Отчасти поэтому, наибольшее число фотографов Нового ви́дения были преподавателями или выпускниками именно этой школы: Вальтер Петерханс, Андреас Файнингер, Эрих Консемюллер, Эльза Тиман и другие.

### Выставка «Фильм и фото»

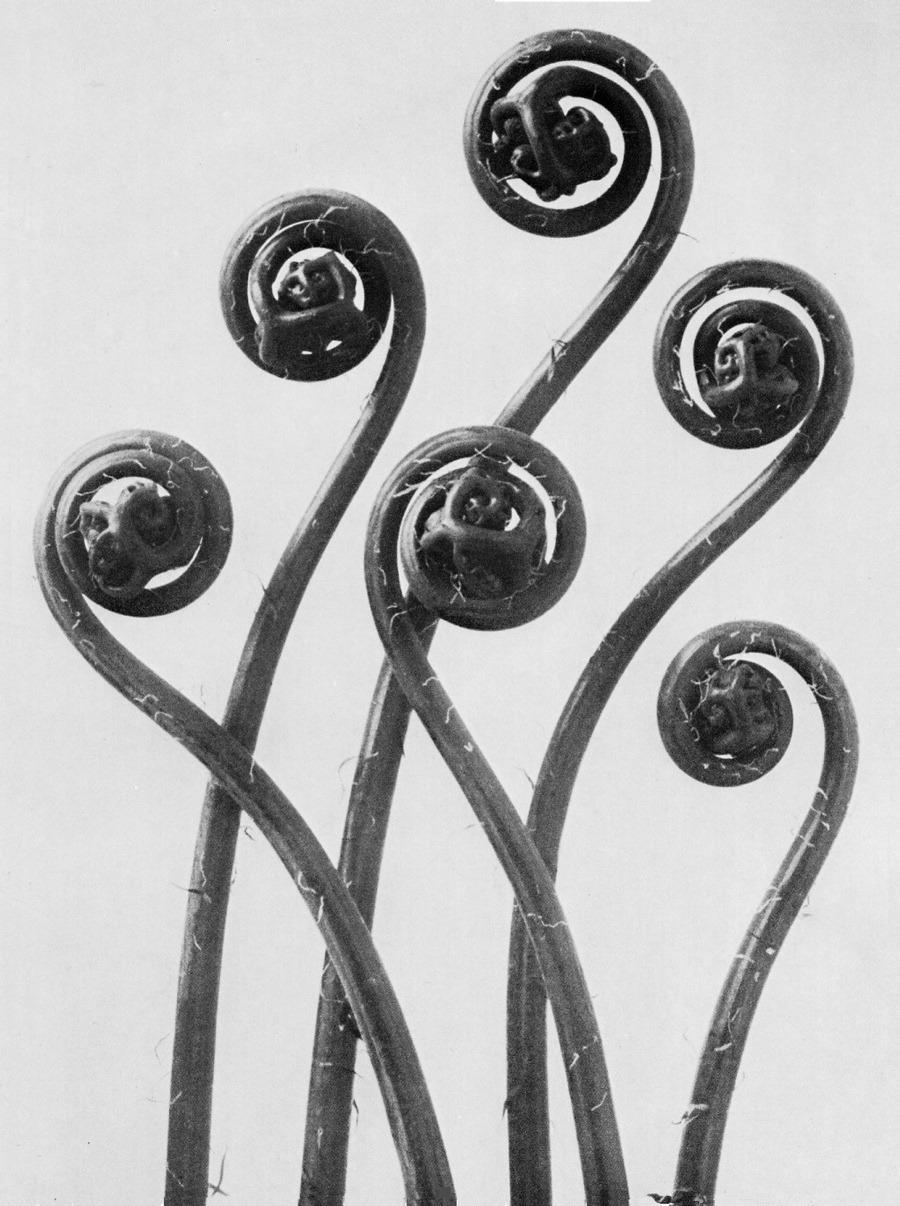
Карл Блоссфельдт. Папоротник. 1928

Выставка «Фильм и фото» (Film und Foto) была организована Немецким Веркбундом в 1929 году в Штутгарте и считается первой масштабной экспозицией фотографии в Европе и Америке. Особенность Film und Foto заключалась не только в представлении технических видов искусства (кино и фотографию) как самоценного явления или позиционирования их принадлежности искусству. Экспозиция была сосредоточена на новой фотографии и была посвящена ей. Film und Foto — практически целиком и полностью — была посвящена системе изображения Нового ви́дения . Для определения движения эта выставка имеет принципиальное значение.
Отбор фотографий для выставки, в частности, проводили Ласло Мохой-Надь (европейская фотография) и Эдвард Вестон (американская фотография). Европейская секция включала работы таких мастеров как Александр Родченко, Беренис Аббо, Вилли Баумайстер, Марсель Дюшан, Ханна Хёх, Эжен Атже, Ман Рэй. Американская новая фотография была представлена работами таких мастеров как Эдвард Штайхен, Имоджен Каннингем, Брет Вестон, Чарльз Шилер. После открытия выставки немецким критиком Францем Рохом было написано эссе Фотографический глаз (Foto-Auge), в котором утверждалось кардинальное изменение стиля и почерка фотографии. В 1930 году в связи с Фильм и фото была написана статья Вольфганга Борна, Текст обозначил появление «нового стиля в фотографии» и решительного переворота, который произошел в способе восприятия и ви́дение С 1929 по 1931 год та же выставка была продемонстрирована в Берлине, Данциге, Вене, Цюрихе а затем — в Токио и Осаке.

### Границы движения
Новое ви́дение — масштабное течение, которое выходит далеко за рамки устойчивых, но локальных программ Баухауса или конструктивизма. Полагают, что движение Нового ви́дения связано с формированием новых стандартов фотографического изображения, которое дало о себе знать не только в экспериментальной съемке или кадрами, связанными с идеями модернизма. На этом основании к фотографии Нового ви́дения относят таких мастеров как Эжен Атже, Август Зандер , Карл Блоссфельд . Формально, они не принадлежали сфере экспериментальной фотографии. Тем не менее, в их работах не сложно обнаружить принципы, используемые в рамках Нового ви́дения: интерес к фрагменту (Атже), предметная и ракурсная съемка (Блоссфельдт), использование принципов прямой фотографии (Зандер).

## Критика и влияние
Программа Нового ви́дения подвергалась критике со стороны представителей Новой Вещественности, документальной и прямой фотографии. Основные возражения вызывали излишнее увлечение экспериментальными методами, низкие технические стандарты и равнодушие к социальной стороне фотографии. Тем не менее, стратегия Нового ви́дения оказала принципиальное воздействие на развитие фотографии — и как направление, обнаружившее новые изобразительные формы, и как течение, продемонстрировавшее возможность отдельной художественной стратегии фотографии и ее автономного языка. «Стало ясно, что есть не просто единообразная деятельность под названием „видение“…, но „фотографическое видение“, которое представляет собой новый способ видеть и одновременно новую деятельность» — замечает в своей работе «О фотографии» Сьюзен Зонтаг.
Предметное ви́дение новой фотографии было использовано многими мастерами на протяжении XX века. Например, программа Нового ви́дения предвосхитила изолированное положение объектов на снимках Берндта и Хиллы Бехер. Концепция Нового ви́дения, в частности, оказала заметное влияние на формирование Дюссельдорфской школы фотографии и стала ее идеологической основой. Новое ви́дение формирует новую визуальную стратегию и систему, которая во многом определяет визуальную систему XX века.

## Новое видениеи пикториализм
Проблема соотношения пикториализма и Нового ви́дения остается открытой и на сегодняшний момент не имеет окончательного решения. Эти направления складывались и развивались как антагонисты: система Нового ви́дения сформировалась из сопротивления пикториальной программе . Одна из ее основополагающих концепций заключалась в принципиальном отличии снимка от живописной формы . Протагонисты новой фотографии настаивали, что кадр обладает собственным художественным языком, методом и выразительными средствами  .
В то же время, исследователи неоднократно высказывали наблюдение, что изобразительный принцип Нового ви́дения также привязан к живописному материалу . В отличие от пикториализма, который был ориентирован на импрессионизм и символизм, Новое ви́дение было связано с изобразительной практикой модернизма. Новое ви́дение тоже опирается на живописные приемы, но иного толка. Этот парадокс был очевиден и самим представителям Нового ви́дения, о чем в своей статье «Художественный мотив в фотографии» писал Пол Странд.
Многие приемы Нового ви́дения возникли и были опробованы в пикториальной фотографии. Неоднозначной фигурой в этом смысле остается Альфред Стиглиц. Пикториалист по стилю, он, в то же время, является представителем раннего фотографического модернизма. «Его фигура символизирует собой переход от викторианского мира к современному, от пикториализма к зрелой модернистской фотографии» — замечает известный куратор и критик Владимир Левашов. Используя «живописный» размытый фокус, Стиглиц выбирал нетипичные для пикториализма темы и ракурсы, предвосхитив, например, интерес к индустриальным темам. Программу Нового ви́дения поддерживает его кадр «Третий класс» (1907 год) и портреты Джорджии О’Кифф, которые определили специфику построения изображения на протяжении всего XX века.

## Новое ви́дение, Новая вещественность и сюрреализм

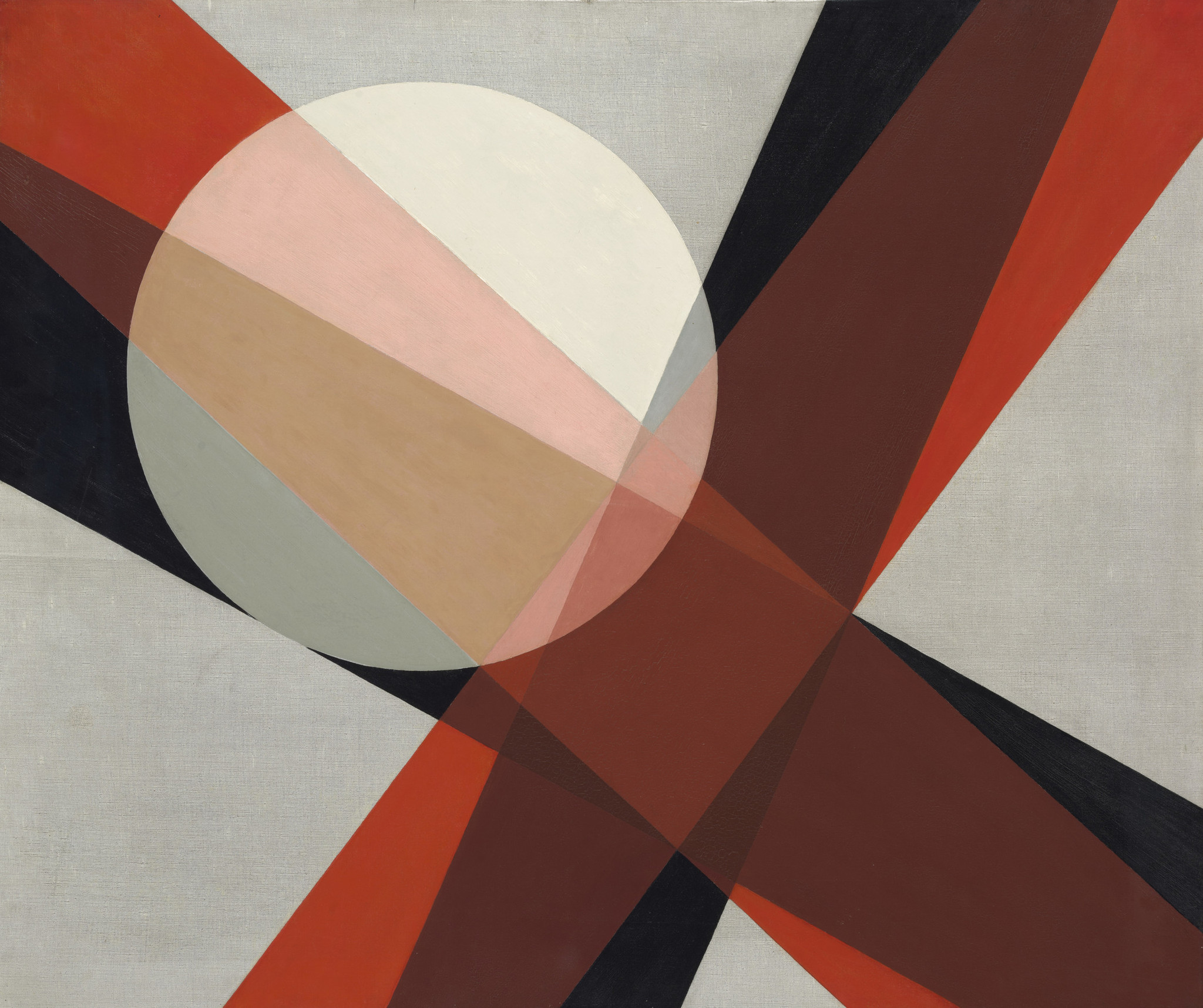
Ласло Мохой-Надь. Композиция. 1927. Холст, масло. Музей искусств в Лос-Анджелесе.

Открытым остается вопрос соотношения Нового ви́дения с программой Новой вещественности и сюрреализма. Известный американский исследователь фотографии Розалинда Краусс полагает, что несмотря на очевидные различия и несовпадения визуальных приемов, Новое ви́дение и сюрреализм находят много общего. Эти общие принципы затрагивают механизм формирования смысла и содержания. Единство сюрреализма и Нового ви́дения она соотносит с интересом к языковым формам, лингвистическим практикам и попыткам преодоления последовательности письма.
Андре Руйе, напротив, рассматривает Новое ви́дение и Новую вещественность как принципиально разные полюса модернизма. Новая вещественность маркирует возвращение к фигуративности, в то время как Новое ви́дение связано с машинерией и технократической идеей. В отличие от Новой вещественности, «новое фотографическое искусство открыто отстаивает свою машинную специфику, позволяющую осуществить новые виды визуальности».

## Фотография Нового ви́дения по странам

### Германия
В Германии развитие фотографии Нового ви́дения было связано с изобразительной программой школы Баухаус. Ласло Мохой-Надь — один из протагонистов системы Нового ви́дения, был преподавателем Баухауса и создателем его фотографической идеологии. Идея Нового ви́дения была отражена в его работе «Живопись. Фотография. Фильм» (1925), а также представлена в рамках знаменитой выставке «Фильм и Фото» (Film und Foto) в 1928 году в Штутгарте.

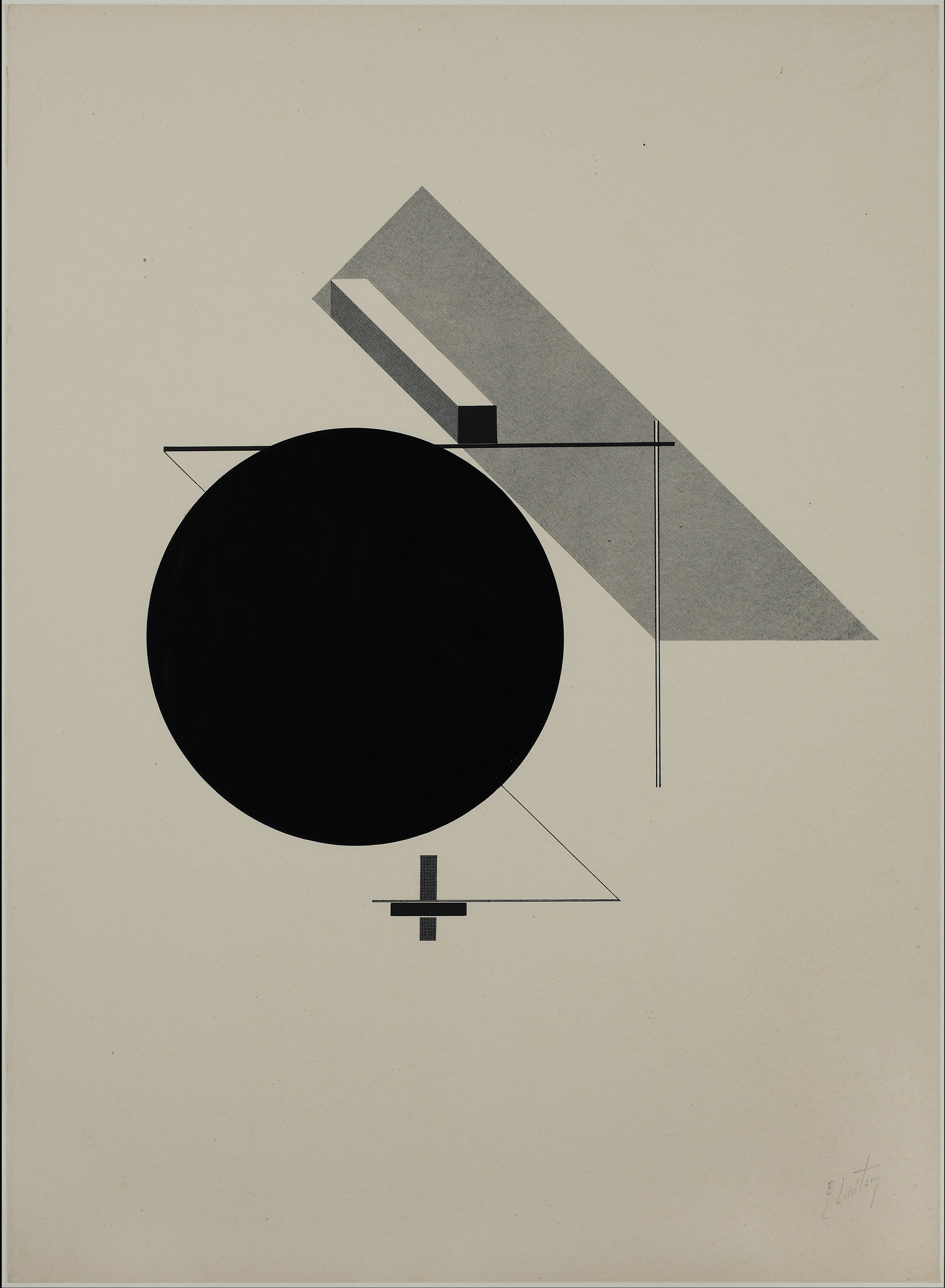
Эль Лисицкий. 1923. Масло, холст. Музей Белем, Лиссабон.

Возникновение Нового ви́дения связывают с развитием традиции Баухауса, и отчасти — появлением предметной живописи Новой Вещественности. В некоторых случаях Новое ви́дение и Новую вещественность определяют как антагонистов. Важной ремаркой в развитии Нового ви́дения остается тот факт, что появление книги «Живопись. Фотография. Фильм», где были сформулированы основные идеи движения и выставка Новая вещественность в Кнстхалле Мангейма, давшая начало одноименному живописному течению — это события одного и того же, 1925 года. Новая вещественность совпадает с предметным характером Нового ви́дения, использует сходный принцип осязаемых вещей. В то же время, в отличие от Новой вещественности, Новое ви́дение фокусирует интерес на механистических темах, а не социальных сюжетах или телесных аспектах.

### Россия
В России развитие принципов Нового ви́дения было связано с идеями конструктивизма. Эль Лисицкий и Александр Родченко считали фотографию наиболее эффективным средством выражения нового характера и динамики времени . Фотографы русского конструктивизма также проявляли интерес к экспериментальным техникам. Считается, что Александр Родченко и Густав Клуцис оспаривали первенство в применении фотомонтажа . Как в конструктивизме, так и в фотографии Нового ви́дения, художественная программа была направлена на преобразование старой и создание новой системы визуального представления.

### Франция
Во Франции развитие принципов Нового ви́дения было связано с распространением сюрреализма. Обозначенный в манифесте Андре Бретона (1924 год), сюрреализм видел целью искусства отражение социальных и психологических изменений индивида. Сюрреалисты проявляли большой интерес к технике фотографии и с большим вниманием относились к новым изобразительным формам в целом. «Бесконтрольность фотографии привлекала сюрреалистов, видевших в автоматизме снимка проявление бессознательного», — замечает искусствовед Екатерина Васильева. Представители сюрреалистического движения использовали фотографию — для сопровождения литературных произведений. В частности, фотографические иллюстрации в духе Нового ви́дения были сделаны Жаком-Андре Боффаром для романа Андре Бретона «Надя». В то же время, принадлежность сюрреалистических кадров системе Нового ви́дения остается открытым вопросом. С одной стороны, сюрреалистическая фотография ориентировалась на принципы экспериментальной фотографии, с другой — развивала свою собственную систему. На это обстоятельство обращает внимание и американский исследователь Розалинда Краусс.

### Америка
В Америке распространение системы Нового ви́дения было связано с деятельностью группы F/64 и, отчасти — с развитием прямой и документальной фотографии. Принципы новой фотографии, стремление воспринимать повседневные объекты как абстрактную форму заметны в работах Эдварда Вестона. Характеризуя изобразительную практику Пола Стренда и Эдварда Вестона, Сьюзен Зонтаг замечает: «Во втором десятилетии XX века некоторые фотографы уверенно овладели риторикой авангардного искусства». Подчеркнуто контрастная съемка была одной из форм выражения идеи Нового ви́дения в фотографиях Анселя Адамса.

## Основные представители
- Беренис Аббо
- Ансель Адамс
- Эжен Атже
- Герберт Байер
- Вилли Баумайстер
- Карл Блоссфельдт
- Жак-Андре Буаффар[фр.]
- Брет Вестон
- Эдвард Вестон
- Август Зандер
- Имоджен Каннингем
- Эрих Консемюллер
- Ман Рэй
- Ласло Мохой-Надь
- Вальтер Петерханс
- Альберт Ренгер-Патч
- Антон Штанковски[англ.]
- Пол Стренд
- Эльза Тиман
- Андреас Файнингер